# Drzewica (plaats)
Drzewica is een stad in het Poolse woiwodschap Łódź, gelegen in de powiat Opoczyński. De oppervlakte bedraagt 4,9 km², het inwonertal 4022 (2005).

## Verkeer en vervoer
- Station Drzewica